# Viosinho

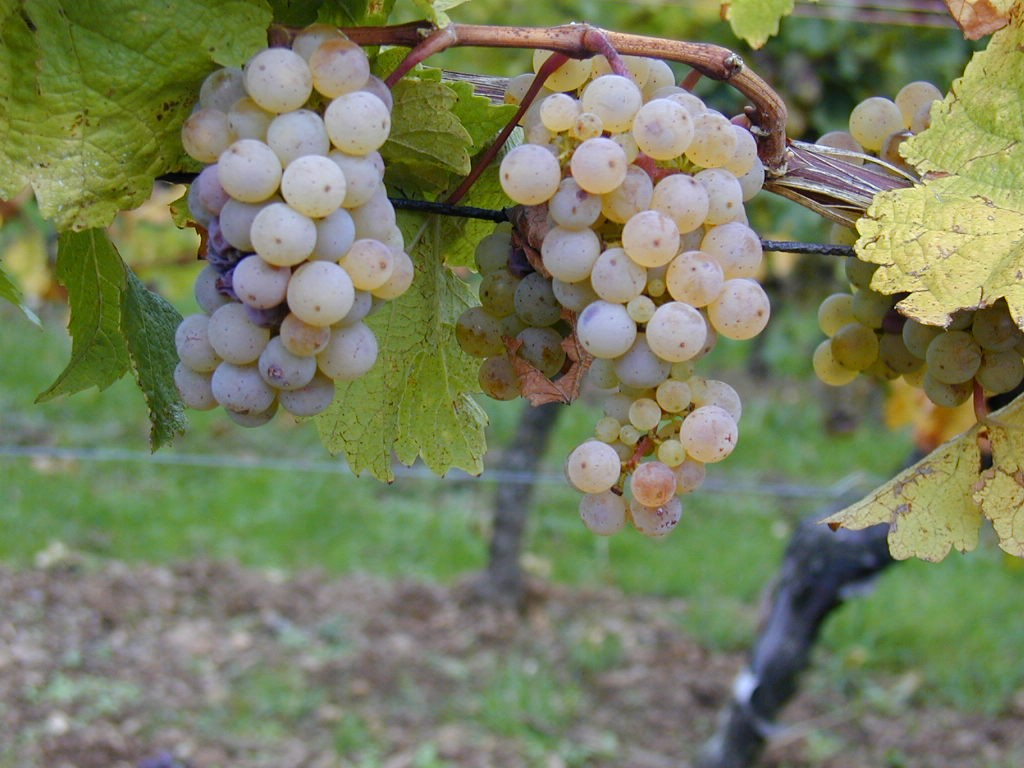
Wit druivenras

De Viosinho is een uit Portugal afkomstige witte druivensoort.

## Geschiedenis
De druif komt hoogstwaarschijnlijk uit de regio Douro in het noorden van Portugal en al vanaf het midden van de 19e eeuw staat dit ras bekend om zijn kwaliteit. Recent onderzoek heeft uitgewezen dat het vermoedelijk een verwantschap heeft met de Tinta Francisca, de Tinto Cão en de Lado. Uiteindelijk zal toekomstig DNA-onderzoek uitsluitsel moeten geven.

## Kenmerken
Deze druif is redelijk gevoelig voor meeldauw en botrytis. Dankzij de goede balans tussen de zuurgraad en de aanwezige suikers, kan de kwaliteit uitstekend worden en krijgt men frisse, maar toch krachtige aromatische wijnen, die ook na een aantal jaren nog prima te drinken zijn. De tannines die uit de eiken vaten worden gehaald zorgen dat lagering goed mogelijk is. Vaak wordt de druif gebruikt in blends met bijvoorbeeld de Rabigato en de Gouveio.

## Gebieden
Ondanks de potentie van een hoge kwaliteit wordt slechts 200 hectare beplant en dan voornamelijk in de regio Alentejo. Vanaf 2010 wordt hier echter versneld een inhaalslag geleverd en zal het aantal hectares snel toenemen. Resultaten zijn natuurlijk pas over een jaar of tien te merken; zolang duurt het immers voordat de wijnranken zodanig gegroeid zijn dat de kwaliteit goed is.

## Synoniemen[1]
- Veozinho Verdeal